# Pierre Trentin
Pierre Trentin (Créteil, 15 de maio de 1944) é um desportista francês que competiu no ciclismo na modalidade de pista, especialista nas provas de velocidade, contrarrelógio e tandem.
Participou em quatro Jogos Olímpicos de Verão, entre os anos 1964 e 1976, obtendo ao todo quatro medalhas, bronze em Tóquio 1964, no quilómetro contrarrelógio, e três em Jogos Olímpicos de Verão de 1968, ouro no quilómetro contrarrelógio, ouro em tandem (fazendo casal com Daniel Morelon) e bronze em velocidade individual. Seu único título de estrada foi campeão júnior da França em 1991. Conquistou a maioria de seus títulos no tandem com Daniel Morelon, que também foi seu maior rival as corridas de velocidade individual.
Ganhou 11 medalhas no Campeonato Mundial de Ciclismo em Pista entre os anos 1962 e 1971.

## Medalheiro internacional
| Jogos Olímpicos    | Jogos Olímpicos                 | Jogos Olímpicos   | Jogos Olímpicos           |
| Ano                | Lugar                           | Medalha           | Competição                |
| ------------------ | ------------------------------- | ----------------- | ------------------------- |
| 1964               | Tóquio ( Japão)                 | Medalha de bronze | 1 km contrarrelógio       |
| 1968               | Cidade do México ( México)      | Medalha de ouro   | 1 km contrarrelógio       |
| 1968               | Cidade do México ( México)      | Medalha de ouro   | Tandem                    |
| 1968               | Cidade do México ( México)      | Medalha de bronze | Velocidade individual     |
| Campeonato Mundial |                                 |                   |                           |
| Ano                | Lugar                           | Medalha           | Competição                |
| 1962               | Milão ( Itália)                 | Medalha de bronze | Velocidade individual (A) |
| 1963               | Rocourt ( Bélgica)              | Medalha de bronze | Velocidade individual (A) |
| 1964               | Paris ( França)                 | Medalha de ouro   | Velocidade individual (A) |
| 1966               | Frankfurt ( Alemanha Ocidental) | Medalha de ouro   | 1 km contrarrelógio (A)   |
| 1966               | Frankfurt ( Alemanha Ocidental) | Medalha de ouro   | Tandem (A)                |
| 1966               | Frankfurt ( Alemanha Ocidental) | Medalha de prata  | Velocidade individual (A) |
| 1967               | Amesterdão ( Países Baixos)     | Medalha de prata  | Velocidade individual (A) |
| 1967               | Amesterdão ( Países Baixos)     | Medalha de prata  | Tandem (A)                |
| 1969               | Brno ( Tchecoslováquia)         | Medalha de bronze | Tandem (A)                |
| 1971               | Varese ( Itália)                | Medalha de bronze | 1 km contrarrelógio (A)   |
| 1971               | Varese ( Itália)                | Medalha de bronze | Tandem (A)                |

## Palmarés
- 1961
  - Campeão da França júnior em estrada
- 1963
  - Campeão da França amador de velocidade 
    - 1.º no Grande Prêmio de Paris em velocidade amador
- 1964
  - Campeão do mundo amador de velocidade 
    - 1.º no Grande Prêmio de Paris em velocidade amador

  - Medalha de bronze aos Jogos Olímpicos de Tóquio em quilómetro contrarrelógio
- 1965
  - Campeão de France amador de velocidade 
    - 1.º no Grande Prêmio de Paris em velocidade amador
- 1966
  - Campeão do mundo amador do quilómetro contrarrelógio 
  - Campeão do mundo amador de tándem, com Daniel Morelon
- 1967
  -     - 1.º no Grande Prêmio de Paris em velocidade amador
- 1968
  - Medalha de ouro aos Jogos Olímpicos de Cidade do México em quilómetro contrarrelógio 
  - Medalha de ouro aos Jogos Olímpicos de Cidade do México em tándem, com Daniel Morelon 
  - Medalha de bronze aos Jogos Olímpicos de Cidade do México em velocidade individual
- 1969
  -     - 1.º no Grande Prêmio de Paris em velocidade
    - 1.º no Grande Prêmio de Paris em velocidade amador
- 1974
  -     - 1.º no Grande Prêmio de Paris em velocidade amador
- 1980
  - Campeão de France de meio fundo